# Григорій Сковорода (медаль)
Медаль «Григорій Сковорода» — відзнака Національної академії педагогічних наук України. Заснована у 2010 році.
Медаллю відзначаються педагоги, вчені, організатори освіти, бібліотекарі освітянських бібліотек України, громадські діячі, політики та інші за вагомі досягнення в галузі психолого-педагогічних наук і особистий внесок у розвиток української освіти, а також видатні педагоги зарубіжних країн за вагомі досягнення у педагогічній науці[неавторитетне джерело].

## Лауреати
2012
- доктор філософських наук, професор, член-кореспондент Національної академії педагогічних наук України, Заслужений діяч науки і техніки України, голова правління Товариства «Знання» України, керівник Університету сучасних знань Кушерець Василь Іванович[2];

2015
- доктор педагогічних наук, професор, академік, перший віце-президент Національної академії педагогічних наук України Луговий Володимир Іларіонович[3];
- ректор Київського національного торговельно-економічного університету, доктор економічних наук, професор, академік Національної академії педагогічних наук України, заслужений діяч науки і техніки України, лауреат Державної премії України в галузі науки і техніки  Мазаракі Анатолій Антонович[4];

2016
- доктор педагогічних наук професор, завідувачка кафедри загальної педагогіки та дошкільної освіти Дрогобицького державного педагогічного університету Чепіль Марія Миронівна[5];
- доктор педагогічних наук, професорка кафедри теорії і методики виховання, проректор з інноваційної діяльності та міжнародного співробітництва Рівненський державний гуманітарний університет Петренко Оксана Борисівна

2018
- ректор  Івано-Франківського національного технічного університету нафти і газу, академік Національної академії наук України, Заслужений діяч науки і техніки України, лауреат Державної премії України в галузі науки і техніки, доктор технічних наук, професор Крижанівський Євстахій Іванович[6];
- ректор КВНЗ «Херсонська академія неперервної освіти» Зубок Анатолій[7];

2019
- доктор педагогічних наук, професор, член-кореспондент НАПН України, завідувач відділу порівняльної педагогіки Інституту педагогіки НАПН України Локшина Олена Ігорівна[8],

2020
- доктор юридичних наук, професор, академік НАПН України, проректор з навчально-методичної роботи НЮУ ім. Ярослава Мудрого Комаров Вячеслав Васильович[1];

2021
- професор Київського національного університету імені Тараса Шевченка Наєнко Михайло Кузьмович[9],

2022
- ректор Кременецької обласної гуманітарно-педагогічної академії ім. Тараса Шевченка Ломакович Афанасій Миколайович[10].
- уповноважений із захисту державної мови Кремінь Тарас Дмитрович[11].

2023
- доктор технічних наук, професор Вінницького національного технічного університету, письменник, академік Української Технологічної Академії, академік Академії метрології України, член-кореспондент Національної академії педагогічних наук України Квєтний Роман Наумович[12].